# ゴルゴ13 (アーケードゲーム)
『ゴルゴ13』（ゴルゴサーティーン）は、1999年にナムコよりリリースされたアーケードゲーム。制作はエイティング、ライジングが担当。漫画『ゴルゴ13』を原作としたガンシューティングゲームである。
本項では、続編『ゴルゴ13 奇跡の弾道』（2000年）および『ゴルゴ13 銃声の鎮魂歌』（2001年）についても記述する。

## 概要
全般における原作の相違
- ゲーム内の絵（デジタルコミック）そのものは基本的に原作からの引用であるが、吹き出しの書かれていた部分が埋められており、画面の下部に表示されるよう変更されている。
- ほとんどの登場人物の名前が変更されている（変更されていないのはヒュームとウィリアムズのみであり、他の登場人物の名前が変更された理由は明言されていない）。
- 作中の舞台となる実在の国名・都市名・団体名（ヒュームの「MI6」除く）が伏せられている。

## 操作方法とシステム
筐体に据え付けられたM16（の実物大模型、ただしスコープは実際の狙撃で使われる本物）を構え、スコープに顔を近づけると、センサーが反応して画面が接近視点に切り替わる。この状態でスコープを覗いて狙いを定め、引き金を引いて狙撃する。放たれた狙撃によって依頼目標を果たせたら狙撃成功となり報酬を獲得、信頼度も減っていれば少し回復する(狙撃精度が高いほど評価が高い)。標的が人間である場合で例えると、特殊な条件が無い限り、頭か心臓を狙って1発で即死させる事が基本成功条件となる。

逆に何らかの理由で依頼目標を果たせなかった場合は狙撃失敗(ミス)となり、ゴルゴの信頼度（他のゲームでいう「ライフ」）が減る(減る量は狙撃成功より格段に多い)。信頼度が0%にまで落ちるとゲームオーバー。

狙撃失敗は「標的には当たったが即死(一撃粉砕)させられなかった」「完全に外した・時間切れや誤射などで依頼目標を果たせなかった」の二種類あり、後者は完全失敗扱いで前者より失う信頼度が大きい。

スコアはゴルゴの報酬金という扱いとなっており、獲得スコアは報酬、合計スコアはスイス銀行として表記される。

獲得報酬の大きさは狙撃成功＞狙撃失敗＞狙撃完全失敗である。
なお、ターゲットの中にはこちらに銃を撃ってくるものがいるが、プレイヤー側に当たることはない。

## ステージ
原作の相違も入れて記述する。弾数の指定がないステージは1発しか撃てない。
1.半導体クライシス
- 依頼人：警察幹部 洪、ヒダテ社社長 秋山
- 標的：黄太宗
- 内容：列車の中から標的を狙撃。列車の中からの狙撃のため、画面が揺れる。
- 原作：「呉越同舟」
- 原作の相違：

2.ロープの上の奇跡
- 依頼主：国家情報部長 ランディ
- 標的：絞首台のロープ
- 内容：ロープを狙撃、ランディの部下を救出。
- 原作：「公開処刑の日」
- 原作の相違：足元が開いた瞬間を狙撃するのではなく、最初から足元が開いている状態で始まる。

3.クーデター前夜
- 依頼人：元政務次官 ハミルトン
- 標的：陸軍将校 グラント
- 内容：ヘリコプターに乗るまでに標的を狙撃。
- 原作：「シンプソン走路」
- 原作の相違：依頼人が標的の将校をかばってすり替わる展開がカットされている。

4.秩序を守る者
- 依頼人：プレイシステム社社長 ペリー
- 標的：開発公社 ニコルス
- 内容：旅客機内の標的を狙撃。
- 原作：「ヘッドハンター」
- 原作の相違：

5.地上からのハイジャック
- 依頼人：国連事務局員
- 標的：スティンガーミサイル（使用弾数無制限）
- 内容：スティンガーの破壊。
- 原作：「スティンガー」
- 原作の相違：（原作）スティンガーのセンサー部分を破壊して誘導できなくする。→（ゲーム）スティンガーの弾頭部分に連射して、スティンガー自体を破壊する。

6.マフィアの履く靴
- 依頼人：靴製造署協会会長 タルフィ
- 標的：女優セラフィー二の履いている靴
- 内容：セラフィー二の靴の踵部分を狙撃。
- 原作：「幻のジゼル」
- 原作の相違：ケガの誘発ではなく、靴の破壊自体が依頼の目的となっている。

7.プラスティック・ボディ
- 依頼人：国家保安委員長 メレス
- 標的：ハイジャック犯4人のプラスティック銃4挺（使用弾数無制限）
- 内容：ハイジャック犯が持っているプラスティック銃4挺の破壊。
- 原作：「フィールド・テスト」
- 原作の相違：舞台がゲリラの基地ではなく、ハイジャック事件の起こった空港となっており、ターゲット4人が飛行機から降りてくる場面で始まる。

8.独房という名の密室
- 依頼人：元財務大臣 バルドー
- 標的：バルドーの妻子を、テロで亡き者にした首謀者ドイル
- 内容：チャンスを逃さず、独房にいる標的の狙撃。
- 原作：「36000秒分の1秒」
- 原作の相違：依頼人の家族を失ったのが無差別テロではなく、依頼人を狙った爆弾テロになっている。

9.ファイヤー・ウォール
- 依頼人：国防総務 パーカー
- 標的：職業的ハッカー デビット・モーガンと使用中のパソコン（使用弾数2発）
- 内容：ヘリコプターから標的がハッキングしているAWC社の武器データに入っている国防の軍事機密の処分のためパソコンの破壊、および機密保持のため標的の狙撃。
- 原作：「プログラム・トレーダー」
- 原作の相違：標的が企てている事が、「コンピューターウイルスによる株の暴落」から「ハッキング」に変更されている。

10.防弾の城
- 依頼人：牧場主 スティーブンス
- 標的：大東亜物産 小山（使用弾数無制限[注釈 1]）
- 内容：防弾ガラスを撃ち破り、標的を狙撃。
- 原作：「ブラックジャイアント伝説」
- 原作の相違：（原作）ビル風が激しく銃弾を当てるのが困難。→（ゲーム）風はないがガラスが防弾ガラスで貫通に連射が必要。

11.カットイメージ"G"
- 依頼人：J&Iカンパニー代表 コリンズ
- 標的：フォー・コンツェルン総師 エイモンの1000カラットのダイヤ
- 内容：1000カラットのダイヤを狙撃による一撃粉砕を狙う。
- 原作：「死闘ダイヤ・カット・ダイヤ」
- 原作の相違：

12.豪雪地帯
- 依頼人：なし（依頼ではなく、ゴルゴが巻き込まれた事故からの脱出）
- 標的：雪を抑えている板を支えるロープ×4（使用弾数無制限）
- 内容：柵を支えている4本のロープを撃ち、雪崩を起こしてそこにブレーキの効かない列車を突っ込ませて止める。
- 原作：「モスクワの記憶」
- 原作の相違：

13.作られた弾道
- 依頼人：元銀行員 パークス
- 標的：マフィアの幹部 バンディーニ
- 内容：ビルを爆破して弾道を作り、見えなくなるまでにターゲットを狙撃。
- 原作：「アッシュ最良の日」
- 原作の相違：ムービーシーンで、アッシュが登場しない。

14.思い出のバイオリン
- 依頼人：起業家 シェクター
- 標的：シェクターの父のバイオリンの弦
- 内容：ステージで演奏中のバイオリニストが持っているバイオリンの弦の狙撃。
- 原作：「G線上の狙撃」
- 原作の相違：狙撃を依頼する目的が変わっている。依頼内容は「父の作ったバイオリンを取られてしまい、他国のバイオリニストに使われているのが気にいらない。ただ、バイオリンに傷をつけたくないため、弦を撃ちぬいてほしい」というもの。

15.プロ・スナイパーズ
- 依頼人：情報屋 ウィザード
- 標的：ルチンスキー
- 内容：依頼人を射殺しようとする標的の狙撃を阻止。
- 原作：「スーパー・スターの共演」
- 原作の相違：（原作）黒幕（敵狙撃者側の依頼人）も敵狙撃者を利用し一緒に射殺する（2発使用）。→（ゲーム）ルチンスキーのみでよい（1発のみ）。

16.トローリング・ボート
- 依頼人：不明
- 標的：マフィアのボス フィオリオ
- 内容：ボートから標的の狙撃。海の波の影響で画面が揺れる。
- 原作：「南フロリダ殺人ゲーム」
- 原作の相違：

17.暗殺の庭園
- 依頼人：MI6部長 ヒューム
- 標的：MI6幹部の中にヒュームを殺そうとする者を狙撃。標的は毎回ランダムで決まる。
- 内容：幹部4人の中からスパイを探り、犯人が分かり次第狙撃。
- 原作：「薔薇の下で」[注釈 2]
- 原作の相違：ヒュームがまだMI6を引退していない。

18.殺人教団の夜
- 依頼人：元公安部長 ゴンザレス
- 標的：「人類救済の森」教祖ビグラム
- 内容：照明弾を頼りに標的を狙撃。
- 原作：「地獄からの生還者」
- 原作の相違：原作で描かれた「人民寺院」が「人類救済の森」へ変更されている。

19.ターフ・マジック
- 依頼人：裁決委員 ヒルズ
- 標的：ドーピングされた競走馬
- 内容：レース中の競走馬に中和剤を狙撃注射する。
- 原作：「汚れた重賞」
- 原作の相違：競走馬に薬物を投与した目的が「筋肉の膠着で骨折させること」から「ドーピング」に変更されている。

20.SPECIAL STAGE
- 依頼人：不明[注釈 3]
- 標的：ゲリラ部隊の殲滅（使用弾数無制限[注釈 4]）
- 内容：最初は兵士と戦い、その後ヘリで逃げるゲリラのボスを狙撃。
- 原作：「メジャー・オペレーション」＋「ヘッド・ハンター」＋「バトル オブ サンズ」
- 原作の相違：冒頭のゴルゴへの襲撃シーンに「メジャー・オペレーション」、ラストの驚くゲリラ部隊司令官の顔が「ヘッド・ハンター」、ヘリ爆発が「バトル　オブ　サンズ」のコマが使われているだけで、ストーリー上の関係性は皆無[注釈 5]。

## ゴルゴ13 奇跡の弾道
2000年に発売されたアーケード版『ゴルゴ13』の続編。このバージョンから、基板に倍演算モジュールが追加され、より精密な狙撃が可能と謳っている。
本作が、ライジングのブランド名が表記された最後のゲームとなった。

### ゴルゴモード
初代ゴルゴ13で開発者もひっくり返るハイスコアを叩き出したプレイヤーが続出したため、本作で追加されたA級スナイパーたる超スゴ腕プレイヤーのために用意された隠しモード。

ゴルゴモードの特徴は難易度が常に最大で、ステージは選ばれていないものの中からランダムで抽選される（ただし、中ボスと最終ボスは、通常モードと同様に10ステージ目と最終ステージでそれぞれ固定）。コンティニュー不可で、デジタルコミックは表示されないこと。代わりにノーマルモードと比べて獲得報酬(スコア)が高くなっている。プレイするにはコインを投入し、ゲームをスタートする際に、特定の隠しコマンドの入力が必要。

### ステージ一覧
◎は狙撃シチュエーションが複数段階存在するステージ。★は弾数無制限ステージ。
ステージ名の末尾の◯の中の数字はそのステージが存在する列番号を示す。なお、中ボスは10ステージ目、最終ボスは最終ステージでそれぞれ固定（ゴルゴモードでも同様）。

#### 今作からのステージ
爆弾魔からの挑戦状(1)
- 依頼人：警察幹部 ハワード
- 標的：エレベーターに仕掛けられた爆弾のバッテリー
- 内容：こちらに来るエレベーターに仕掛けられた爆弾が爆発する前に爆弾のバッテリーを打ち抜く。
- 原作：「臆病者に死を」
- 原作との相違：

閉じられた玄室(1)
- 依頼人：不明
- 標的：警察局長 ハサド
- 内容：ピラミッド玄室に逃げ込んだ標的を狭い穴から暗視スコープ（通常時と若干見え方が違う）で狙撃。
- 原作：「死の翼ふれるべし」
- 原作との相違：

ブリザード ★(1)
- 依頼人：なし
- 標的：追手の国家警察部隊（使用弾数無制限）
- 内容：吹雪の中、追手の国家警察部隊7名を全員倒す。
- 原作：「ザ・メッセンジャー」
- 原作との相違：

潜入捜査員(2)
- 依頼人：中央情報局 アスカリ
- 標的：テーラーの命を狙う暗殺者ベーラ
- 内容：人質を取っている標的を狙撃。標的の攻撃で人質が死亡した場合は攻略に無関係だが、ゴルゴの銃弾が人質に当たると失敗になる。
- 原作：「ノー・リレーション」
- 原作との相違：

講演者の過去(2)
- 依頼人：大統領補佐官 バーナード
- 標的：大東亜物産会長 吉田
- 内容：ヘリコプターで上空から標的を狙撃。ヘリコプターからの狙撃のため、画面が揺れる。
- 原作：「50年目の亡霊」（一部デモに、「死臭の聖者」も使われている）
- 原作との相違：原作では隣のビルから狙撃だったのに対し、ゲームではヘリコプターに乗りながらの狙撃になっている。また依頼人も変更されている。

ハンティング・ドッグ(3)
- 依頼人：生業集団のボス ルカシェンコ
- 標的：森林調査団に紛れて亡命を計画しているスルタノフ
- 内容：整形で顔の分からない標的を愛犬を使って特定してから狙撃。標的(愛犬が誰に反応するか)は毎回ランダムで決まる。
- 原作：「顔のない逃亡者」
- 原作との相違：

トーイング・ロープ(3)
- 依頼人：元公安委員長 シェル
- 標的：水上スキーヤー マリオーリが掴んでいる牽引ロープ
- 内容：標的を水上スキー中の事故に見せかけ、持っているロープを狙撃で切って転倒させる。
- 原作：「マイアミの奇跡」
- 原作との相違：狙撃を依頼する理由が変更されている。

対戦車狙撃(4)
- 依頼人：情報局局員 ソメール
- 標的：戦車の砲身奥
- 内容：戦車砲が発射される前に砲身奥を撃って暴発させる。
- 原作：「覚醒・クーデターの謎」
- 原作との相違：

砂塵舞う大地(4)
- 依頼人：自動車連盟幹部 アリソン
- 標的：ラリーの車のタイヤ
- 内容：ラリーの車をバースト事故に見せるためタイヤ以外を傷つけず狙撃。
- 原作：「傑作・アサルトライフル」
- 原作との相違：標的を仕掛けた側の罠であり真の目的である「サビーヌ兄弟」との戦いについて一切描かれていない。

血塗られた遺伝子 ◎★（最終ボス。弾数無制限は前半のみ。）
- 依頼人：情報局部長 ウィリアムズ
- 標的：生物工学で強化された戦士
- 内容：前半：素早く不規則に動く標的に規定回数銃弾を当てる。→後半：さらに速いが一直線に動く標的を1発で仕留める。
- 原作：「バイオニック・ソルジャー」[注釈 6]
- 原作との相違：

#### 前作から引き続き登場のステージ
- カットイメージ“G”(1)
- トローリング・ボート(1)
- 独房という名の密室(2)
- マフィアの履く靴(2)
- 「G」暗殺計画 ◎★（中ボス。前作のSPECIAL STAGE。弾数無制限は前半のみ。）
- クーデター前夜(3)

前作の「標的の将校が一般兵の服を着ている」のが変更され、「士官服の男が標的」になっている。
- ターフ・マジック(3)
- 殺人教団の夜(3)
- 暗殺の庭園(4)
- 半導体クライシス(4)

## ゴルゴ13 銃声の鎮魂歌
2001年に発売された『奇跡の弾道』の続編。
新ステージと前作から引き続き登場に加えて、前々作から再登場したステージも存在。過去作より引き続き登場しているステージは変更されている所がある。今作にもゴルゴモードはある（プレイするには隠しコマンド必須）。
前作までは狙撃シチュエーションが複数段階あるステージが中ボスと最終ボス限定だったが、本作はそれら以外にも新ステージにいくつか用意された。
本作が、ライジングが開発した最後のゲームとなった。なお、発売時期には既にエイティングに吸収合併されており、クレジット上では表記されていない（名義上ではエイティング開発の扱い）。

### ステージ一覧
◎は狙撃シチュエーションが複数段階存在するステージ。★は弾数無制限ステージ。
ステージ名の末尾の◯の中の数字はそのステージが存在する列番号を示す。なお、中ボスは10ステージ目、最終ボスは最終ステージでそれぞれ固定（ゴルゴモードでも同様）。

#### 今作からのステージ
地雷地帯の彼方 ◎ ★(1)
- 依頼人：なし
- 標的：前半：配置された地雷（使用弾数無制限）（難易度によって個数が変化）→後半：国境警備隊部隊員7人（使用弾数無制限）
- 内容：前半：地雷をすべて打ち抜く→後半：ジャングルから現れる国境警備部隊7名を全員倒す。
- 原作：「ワイルドギース」
- 原作の相違：

格子の回廊(1)
- 依頼人：国際遺跡保護局 ビレット
- 標的：反政府ゲリラのボス ロジェ
- 内容：通常の暗殺狙撃だが、標的が格子窓の向こうにいるので見えにくい。なお、標的のいる窓は毎回ランダムで変わる。
- 原作：「アンコールの微笑」
- 原作の相違：

最大有効射程 ★(1)
- 依頼人：秘密工作員 ギュンティ
- 標的：機密資料を狙う情報局特殊部隊（使用弾数無制限）
- 内容：前作の「ブリザード」のように追手の部隊7名を全員倒す。
- 原作：「見えない軍隊」
- 原作の相違：ターゲットの中に本シリーズ未収録の原作「白龍昇り立つ」の登場人物の一人、燐隊長が何故か含まれている（原作でも本エピソードとの繋がりは一切ない）。

スタント・フライング ★(2)
- 依頼人：なし
- 標的：防弾ヘリのローター（使用弾数無制限）
- 内容：防弾ヘリのローターの付け根を何度も撃って壊す。
- 原作：「力は我々にあり」
- 原作の相違：

チャイナ・シンドローム(2)
- 依頼人：国家危機管理委員会 フィッシャー
- 標的：原子炉内の配管
- 内容：表示される写真を頼りに、原子炉内の特定の配管を狙撃（位置が毎回ランダムで変わる）。
- 原作：「2万5千年の荒野」
- 原作の相違：ゴルゴに依頼をする経緯と理由が異なっている。

オーバーロード ★(3)
- 依頼人：国家警察 ペルディサ
- 標的：政治家 ボネット（使用弾数無制限）
- 内容：弾数は無制限であるが、標的に銃弾を当ててはいけない変則ステージ(当てると失敗)。標的の心電図が表示され、標的の足元の影を参考に、威嚇射撃の要領で傍を撃ち続けて驚かせて走らせ続けることで人工心臓の過負荷による死亡を狙う。
- 原作：「心臓のない男」
- 原作の相違：

葡萄色の伝統(3)
- 依頼人：ワイン協会会長 アルヌー
- 標的：偽物に入れ替わっているワインの瓶
- 内容：中身が偽物に入れ替わっているワインの瓶を注がれるまでに狙撃。
- 原作：「誇り高き葡萄酒（ワイン）」
- 原作の相違：偽物にすり替えられた原因が異なっている。

必然の六十分間 ◎(3)
- 依頼人：情報局部長 バーネル
- 標的：細菌兵器で敵国への亡命を図るドクター・ブルックス博士
- 内容：前半：飛行機の降着装置を狙撃→後半：胴体着陸後に飛行機から出てきた標的の博士を狙撃。
- 原作：「Kデー・カウントダウン」
- 原作の相違：作中で登場する重要なキーワードが「石油を分解する微生物」から「細菌兵器」に変更されている。

紳士協定（使用弾数2発）(4)
- 依頼人：フィクサー マンツォン
- 標的：対外貿易担当官 シェーラーと経済政策担当官 カリーニ
- 内容：並んで歩く2人を両方狙撃。
- 原作：「シビリアン・コントロール」
- 原作の相違：

護衛狙撃隊 ◎（最終ボス、使用弾数4発）
- 依頼人：不明（出てはいるが名前がない）
- 標的：ヘッジファンド・マネージャー ヒル
- 内容：護衛のスナイパー3名をヘリに乗りながら2人、降りてから1人倒し、最後に窓の傍にいる標的を狙撃する。弾数は全段階で共有。外しても4発使い切るまでは狙撃失敗の表示にならないが、弾数に余裕がないので、どの段階でも外したら必ず狙撃失敗となる。
- 原作：「偽りの五星紅旗」
- 原作の相違：最初に倒す3人のスナイパーが最後のターゲット本人側の"護衛"になっている（原作では護衛でもなく、依頼主は異なるもののゴルゴ同様に最後のターゲット本人の狙撃を依頼された側であった）。

#### 前作から引き続き登場のステージ
- カットイメージ“G”(1)

ダイヤモンドを持ったエイモンの動きが変更。
ランク（難易度）が高いとブラインドが閉まるようになった。
- ハンティング・ドッグ(1)

標的と飼い犬の動きが変更。
ゲーム画面の季節が変更。
- 暗殺の庭園(2)

ゲーム画面の背景変更。
それぞれの人物の立ち位置変更。
MI6メンバーの動きが変更になった。
- マフィアの履く靴(2)

標的が階段を上りから下るシーンに変更。また前作まではランクが高いと標的が止まらず歩き続けていたが、今作はランクに関係なく必ず特定の位置で停止する。
- 砂塵舞う大地(3)

ターゲットとなる車両の動きが変更。
標的の車両のカラーリングが変更。
- トーイング・ロープ(4)

水上スキーの動きが大きくなった。
- 対戦車狙撃(4)

プレイヤーが乗る車の振動が大きくなった。
画面全体がわずかに横スクロールに変更。
- 血塗られた遺伝子 ◎★（中ボス。弾数無制限は前半のみ。）

標的に残像のようなものが見えるようになった。
標的が視認性の低い戦闘服を着用した。

#### 前々作からの再登場ステージ
- 豪雪地帯(3)

使用弾数が「無制限」から「制限あり」に変更（代わりに、ロープの当たり判定が大きくなった）。弾数は現在のランク（難易度）によって変化し、難易度が高いほど使える弾数も少なくなる。最大で6発、最低が2発で、2発の時は実質ノーミスで遂行しなければならない。
- 地上からのハイジャック ★(4)

標的のミサイルに弾が命中する度に軌道がずれるようになった（命中した位置によって変化）。

## その他
- 原作151巻収録の502話「爆弾魔」の劇中において、本作の筐体が登場しており、任務遂行の一環としても利用されている。なお、ゴルゴ本人がそれをプレイする描写はない。
- 本シリーズの1作目および、3作目『銃声の鎮魂歌』のエンディング（スタッフロール）内では、本作未収録のエピソードも含めた各エピソードの各コマ（シーン）が背景に流れる。
- 信頼度が0になってゲームオーバーになると移行するコンティニュー画面の内容は各作品で以下のように異なっている。
  - 初代ではゴルゴに、ゴルゴを騙ったプレイヤーが狙われるというオリジナルの設定のシーンが流れる。
  - 2作目以降の続編では、原作でゴルゴ本人が危機に直面しているコマが次々と流れる。コンティニューすると、その危機から脱出して復帰するシーンと共にゲーム再開となる。

## 後継作品
2002年には同社ナムコから、本作と同じ筺体・スコープ搭載のスナイパーライフル型のガンコンを採用した、ナムコオリジナルのガンシューティングゲーム『エイリアンスナイパー』というタイトルの作品が発表され、実物もAOUショーなどで出展されていたが、こちらは諸事情により発売中止された。